# Alkoholismus v Česku
V důsledku alkoholismu v Česku umírá asi 6 500 lidí ročně, alkoholismus má i nepříznivé sociální důsledky a je spojen s rizikem úrazů a dopravních nehod. Lidí, kteří problematicky konzumují alkoholické nápoje, jsou v Česku statisíce.
Ze statistik vyplývá, že nadměrná pravidelná konzumace alkoholických nápojů (abúzus) se v ČR týká 25 % mužů a 10 % žen (též uváděno 5 % žen). Podle řady Čechů alkohol např. k Vánocům, Silvestru nebo oslavám narozenin „prostě tak nějak patří“. Konzumace alkoholu je běžný jev i mezi mládeží. Tento fenomén zastiňuje viditelnější drogová problematika.
Česká republika se ve spotřebě alkoholu na obyvatele dlouhodobě pohybuje kolem 3. místa na světě, spotřebu piva má nejvyšší na světě. V roce 2023 se v ČR vypilo 128 litrů piva na osobu a rok.

## Historie
V České republice je dlouhá a úspěšná tradice léčebného systému založeného dr. Skálou v pražském Apolináři v roce 1948,
kombinujícího skupinovou psychoterapii a prvky terapeutické komunity, zahrnující aktivní účast pacientů s režimovou léčbou a nezbytnou farmakoterapií.
V roce 1993 byla zřízena Rada vlády pro koordinaci politiky v oblasti závislostí
V roce 2003 kvůli pravidlům Evropské unie, která umožňují použít název „rum“ jen pro pravý destilát z cukrové třtiny, bylo druhové označení tuzemský rum nahrazeno označením „tuzemák“.
Od září 2012 do 29. ledna 2013 v Česku a Polsku došlo k sérii otrav metanolem, který byl prodáván jako alkohol. Na otravu zemřelo 47 Čechů, tři Poláci a desítky dalších osob byly hospitalizovány. Mnozí lidé utrpěli trvalé poškození zraku. 
V roce 2013 Liga otevřených mužů začala pořádat akci Suchej únor. Prvního ročníku se zúčastnilo zhruba 100 mužů.
V letech 2019 až 2021 probíhal Projekt RAS, „Systémová podpora rozvoje adiktologických služeb v rámci integrované protidrogové politiky“
V roce 2021 Národní monitorovací středisko pro drogy a závislosti připravilo historicky první samostatnou Zprávu o alkoholu v České republice, která je podkladem pro formulaci vládních veřejnězdravotních opatření založených na faktech. Předtím byla vybraná přehledová data o situaci v oblasti alkoholu uváděna jen ve výročních zprávách o stavu ve věcech drog.
Úřad vlády chce přesunout koordinaci protidrogové politiky pod Ministerstvo zdravotnictví

## Současný stav
Česká republika patří mezi země s nejvyšší průměrnou spotřebou alkoholu na obyvatele a také země s nejvyšším výskytem nárazového pití alkoholu na světě.
V mezinárodních srovnáních (např. OECD, WHO) se ČR dlouhodobě umisťuje na prvním až čtvrtém místě. 

### Dostupnost a vnímání
Tradičně je v ČR cena alkoholu relativně nízká, současně je to jeden z klíčových faktorů ovlivňujících dostupnost a tudíž i spotřebu alkoholu a bezprostředně související negativní následky abúzu – smrtelné úrazy, sebevraždy a vraždy pod vlivem alkoholu.
Zákon neupravuje dobu, kdy je možné alkohol prodávat, prodává se tedy v jakékoli denní či noční době, a to na mnoha místech, v prodejnách potravin, ve stáncích s občerstvením, v prostředcích hromadné dopravy, na čerpacích stanicích apod.
Totéž platí pro mládež, podle studie ESPAD konzumovalo alkohol v posledních 30 dnech více než 60 % dotázaných českých studentů.
Problémem ČR je vysoká společenská akceptace alkoholu jako průvodce každodenními, svátečními, rodinnými i společenskými událostmi či oslavami bez odpovídající reflexe zdravotních či sociálních rizik. Řada Čechů[který?] je také přesvědčena, že sklenička červeného vína denně je vhodná pro zdraví cév a srdce. Podle psychiatra Karla Nešpora však moderní epidemiologické výzkumy prospěšnost alkoholu v jakékoliv podobě vyvrátily. Alkohol dle Nešpora zvyšuje krevní tlak, což zatěžuje srdce a zvyšuje riziko mozkové mrtvice, zároveň může alkohol taky způsobovat nepravidelnosti srdečního rytmu. Vzhledem k tomu, že alkohol je návyková látka, může dle Nešpora i jedna sklenka vyvolat bažení.
Krátké intervence u rizikových či intenzivních uživatelů alkoholu provádí jen asi polovina lékařů. Odhadem pouze polovina osob je při návštěvě lékaře dotázána na konzumaci alkoholu a necelá desetina dostane doporučení s pitím přestat nebo ho omezit.
Domácí výroba lihovin je zákonem zakázána, pivo či víno je možno vyrobit doma do množství 2 000 l na domácnost. Českým specifikem jsou tzv. pěstitelské pálenice, kde si mohou pěstitelé nechat vyrobit omezené množství ovocného destilátu z vlastního ovoce. Nejvíce rozšířeny jsou v moravských regionech.

### Ekonomika
Za alkoholický nápoj obsahující 10 g etanolu je odvedena různá spotřební daň v závislosti na druhu alkoholického nápoje: u vína je to 0 Kč, u piva cca 1 Kč, u lihovin 4 Kč (u ovocných destilátů z pěstitelské pálenice 2 Kč), u likérových vín 1,5 Kč, odhady pro cider a hard seltzer jsou komplikované s ohledem na to, že daň se počítá od typu alkoholu obsaženého v těchto nápojích, což je různé podle výrobce. Daň z lihu a zdanění piva uvádí také článek Spotřební daň.
Na spotřební dani z alkoholických nápojů stát v posledních letech inkasoval cca 13 mld. Kč ročně: z lihovin kolem 8 mld. Kč (61–62 %), z piva 4,5 mld. Kč (35–36 %) a z vína a meziproduktů 0,4 mld. Kč (3 %). V r. 2020 došlo k meziročnímu poklesu, pravděpodobně v důsledku epidemie COVID-19.
Odhad celkových společenských nákladů spojených s konzumací alkoholu v ČR k roku 2016 uvádí náklady užívání alkoholu ve výši 56,6 miliard korun.

### Statistika
V posledních letech[kdy?] lze sledovat nárůst prevalence denní konzumace alkoholu mezi dospělými, a to zejména u mužů. K největšímu nárůstu došlo ve věkové skupině 45 až 54 let, avšak nárůst byl zaznamenán ve všech věkových skupinách s výjimkou skupiny 15 až 24 let.
Míra užívání alkoholu, včetně rizikových forem pití, mezi dětmi a dospívajícími klesá, a to již od roku 2011. V mezinárodním srovnání však zkušenosti české mládeže s alkoholem zůstávají stále na velmi vysoké úrovni – např. pití nadměrných dávek alkoholu při jedné příležitosti (tj. 5 a více sklenic) uvádí 38,5 % českých 16letých, jednou týdně nebo častěji pije nadměrné dávky alkoholu 11,7 % dospívajících. Dlouhodobě dochází k vyrovnávání rozdílů mezi chlapci a dívkami a nadále pozorujeme rozdíly podle typu studované školy – nejvyšší hodnoty ukazatelů jsou u studentů středních škol bez maturity. Kolem 18. roku věku se rozdíly mezi typy škol vyrovnávají.
Průměrně se v ČR spotřebuje 10 litrů etanolu na 1 obyvatele za rok (včetně dětí a seniorů), což odpovídá množství přibližně 22 g na 1 obyvatele/den. Rovněž výskyt nárazového pití alkoholu patří k nejvyšším na světě. Podle mnoha studií alkohol je nejčastější iniciační drogou ke konzumaci vysoce rizikových drog, jako je třeba heroin nebo pervitin.“
Denně pije alkohol 10 % dospělých. Odhadem 11 % české populace splňuje diagnostická kritéria pro závislostní poruchu spojenou s konzumací alkoholu. Rizikově pije alkohol 17–19 % dospělé populace, tj. v přepočtu odhadem 1,5 – 1,7 mil. obyvatel ČR, z nich téměř 900 tis. (9–10 % populace) spadá do kategorie škodlivé konzumace alkoholu. Výskyt škodlivého pití alkoholu je dlouhodobě 2–3krát vyšší mezi muži. Dlouhodobé trendy ukazují nárůst prevalence škodlivého užívání alkoholu od r. 2012. V průmyslově vyspělých zemích představují lidé závislí na alkoholu 30–40 % z celkového počtu pacientů psychiatrických lůžkových zařízení, v ČR jsou tato čísla v některých psychiatrických léčebnách ještě vyšší.
Ročně zemře v souvislosti s konzumací alkoholu 6–7 tis. osob, což představuje 6 % celkové úmrtnosti v ČR (10 % u mužů a 2 % u žen). Přibližně 2 tis. případů úmrtí jsou přímo přiřaditelné alkoholu, u dalších 600 případů ročně jde o úmrtí pod vlivem alkoholu v důsledku nehod nebo sebevražd. Největší podíl celkového počtu alkoholových úmrtí se vyskytuje ve starších věkových skupinách, nejvyšší relativní zátěž alkoholem byla ve věkové skupině 35–44 let. Závislí na alkoholu umírají v průměru o 24 let dříve než běžná populace.
Úmrtnost spojená s alkoholem v ČR v posledních letech roste, zejména v souvislosti s alkoholickým onemocněním jater. Alkohol je také nejčastější příčinou domácího násilí a mnoha sociálně nežádoucích jevů.

### Stát, veřejná správa a služby
Česká veřejná správa má pro boj se závislostí na alkoholu zřízeny tyto nástroje:
- Rada vlády pro koordinaci politiky v oblasti závislostí[7] je v činnosti již od roku 1993. Za tuto dobu alkoholismus v ČR významně narostl.

- Aktuálně je v ČR odhadováno téměř 300 adiktologických programů různého typu, z nich je 30–40 rezidenčních programů a 40 doléčovacích programů. V kontaktu s adiktologickými programy je ročně přibližně 30 tis. uživatelů alkoholu, z nichž cca 27 tis. osob je v kontaktu s psychiatrickými zařízeními, a z toho cca 6 tis. je v lůžkové péči. Uživatelé alkoholu jsou také klienty nízkoprahových harm reduction programů primárně určených pro osoby užívající nelegální drogy, v r. 2020 bylo v kontaktu s nimi 3,3 tis. uživatelů alkoholu.[12]

- Obce mohou obecně závaznou vyhláškou[22] zakázat nejen samotnou konzumaci alkoholu na vymezených veřejných prostranstvích, ale i činnosti k tomu směřující, např. zdržování se na veřejném prostranství s otevřenou lahví atd. Obec také může regulovat prodej, podávání a konzumaci alkoholu na kulturní, společenské nebo sportovní akci.[23]

### Soukromé zdroje, organizace, akce
Ze sdružení na bázi svépomoci je nejvíce rozšířeno společenství Anonymní alkoholici, které působí v 67 skupinách ve 45 městech. V českých zemích fungují od osmdesátých let 20. století.

## Alkoholismus v kultuře

### Knihy o alkoholismu (ČR)
- M. Duffková: Zápisník alkoholičky[25], 2020, ISBN 978-80-267-1724-9
- M. Duffková: Zápisník abstinentky, 2022,  audiokniha
- M. Duffková: Zápisník nealkoholičky, 2024, ISBN 978-80-267-2682-1
- T. G. Masaryk: O ethice a alkoholismu[26]
- L. Pecháček: Dobří holubi se vracejí, ISBN 978-80-7388-181-8
- J. Růžková: Suchej únor, 28 důvodů, proč ochutnat čistokrevnej život[27], 416 stran, ISBN 978-80-270-8833-1

### Filmy o alkoholismu (ČR)
- Dnes naposled
- Dobří holubi se vracejí
- Úsměvy smutných mužů
- Velká samota
- Zápisník alkoholičky